# 阿佩尔反应
阿佩尔反应（Appel reaction）用三苯基膦和四氯化碳将醇转化为氯代烃。
此反应是用于引入卤原子的一种较为温和的方法。伯醇、仲醇和多数叔醇都能顺利发生反应。用四溴化碳或溴作为卤原子源，或者用碘甲烷或碘，可得到相应的溴代烃和碘代烃。 
例如，香叶醇经过反应，得到香叶基氯。

## 反应机理
首先三苯基膦与四氯化碳生成鏻正离子和三氯甲基负离子离子对，三氯甲基负离子从醇夺取质子，生成氯仿，同时醇转化为烷氧负离子。烷氧负离子对鏻正离子进行亲核取代，得到含P-O键的中间体(5)和氯离子，然后氯离子对(5)进行亲核进攻，产生三苯基氧膦和产物氯代烃(6)。如果以叔醇为底物，则最后一步生成氯代烃和三苯基氧膦为SN1 机理。
反应的推动力是固体三苯基氧膦的生成，它从反应混合物中分离出来。其中含有键能较强的P=O双键，利于反应进行。
可以这样认为，四氯化碳中的一个氯在反应后转移到氯代烃中，自身接受醇的羟基氢，生成氯仿。醇的羟基氧则被三苯基膦接受，三苯基膦变为三苯基氧膦。
反应几乎是定量的。